# System rezerwy spadkowej
System rezerwy spadkowej, lub też rezerwa – instytucja prawa spadkowego niewystępująca obecnie w Polsce, której celem jest zabezpieczenie majątkowe rodziny spadkodawcy. System rezerwy spadkowej polega na podziale spadku, z mocy przepisów prawa, na co najmniej dwie części, z których co najmniej jedna - zwana nierozporządzalną - nie podlega zasadzie swobody testowania. Wyodrębniona w ten sposób część masy spadkowej nazywana jest rezerwą, a sposób jej podziału jest uregulowany przez prawodawcę, niezależnie od woli testatora.
Istnienie rezerwy ma na celu zabezpieczenie najbliższej rodziny zmarłego, która przy zachowaniu zasady pełnej swobody rozporządzania majątkiem na wypadek śmierci, mogłaby nie uzyskać żadnych korzyści ze spadku, a taki stan rzeczy nie jest społecznie akceptowany.
W obowiązującym obecnie w Polsce (stan prawny na 16.01.2019 r.) Kodeksie cywilnym z dnia 23 kwietnia 1964 r. przyjęto alternatywny sposób ochrony interesów najbliższych osób spadkodawcy – zachowek. W związku z tym instytucja rezerwy spadkowej w Polsce nie występuje (porównaj: księga IV, tytuł IV Kodeksu cywilnego).

## Porównanie systemu rezerwy spadkowej z zachowkiem
System rezerwy spadkowej polega na zabezpieczeniu ułamkowej części masy spadkowej (rezerwy) na rzecz określonych osób. Osoby te stają się dziedzicami zmarłego nawet wbrew jego woli. W związku z tym przysługują im prawa i obowiązki związane ze statusem dziedzica.
Zachowek natomiast jest jedynie wierzytelnością pieniężną oszacowaną na podstawie wartości masy spadkowej, która przysługuje osobie, która stałaby się spadkobiercą z mocy ustawy, gdyby testament w którym nie została powołana do dziedziczenia, nie był podstawą sukcesji. Oznacza to, że w sensie formalnym, uprawniony do zachowku nie jest spadkobiercą a jedynie wierzycielem właściwego spadkobiercy, który może domagać się spełnienia świadczenia w postaci zapłaty sumy pieniężnej.

## Pochodzenie instytucji
W prawie rzymskim, stanowiącym filar kultury europejskiej, swoboda testowania była bardzo rygorystycznie przestrzegana. Jednak nawet już Rzymianie znali pewne jej ograniczenia. Początkowo pater familias (głowa rodziny) mógł wydziedziczyć wszystkie osoby, które mogłyby zostać uznane za spadkobierców ustawowych i nie wymagało to żadnego uzasadnienia. W późniejszym okresie możliwość wydziedziczenia zaczęto ograniczać, gdyż często służyło to wyprowadzaniu majątku zmarłego poza krąg rodziny. Jednym z przejawów tego ograniczania było uznawanie testatora, który sporządził taki testament, za „zamroczonego umysłowo”, co stanowiło wadę oświadczenia woli i podstawę obalenia testamentu. Jednak skarga (actio) prowadząca do obalenia testamentu mogła być wytoczona tylko przez dziedzica rzymskiego prawa cywilnego (ius civile). W późniejszym czasie umożliwiono wszystkim najbliższym krewnym (więc nie tylko dziedzicom ius civile) wytoczenie takiej skargi. Przesłanką było nieuzyskanie pars legitima, czyli wartości minimalnego udziału, jaki przysługiwałby w przypadku dziedziczenia beztestamentowego.
Dorobek prawa rzymskiego w zakresie ograniczenia swobody testowania jest uważany raczej za pierwowzór zachowku niż rezerwy. Argumentem przemawiającym za takim rozumieniem tej instytucji prawa rzymskiego jest to, że rezerwa zbytnio ingeruje w zasadę swobody testowania, do czego Rzymianie z racji poszanowania woli zmarłego by nie dopuścili. Rezerwa z kolei pochodzi z prawa germańskiego (prawo zwyczajowe), gdzie nie znano testamentów, a silnie zakorzeniona była solidarność rodzinna. Jednakże ze względu na cel systemu rezerwy spadkowej jej źródła należy upatrywać właśnie w prawie rzymskim.
System rezerwy spadkowej pojawił się w nowożytnej Europie wraz z recepcją prawa rzymskiego. Od tego momentu zaczął kształtować się podział na koncepcję rezerwy spadkowej i zachowek.
Największe zasługi miało na tym polu prawo francuskie. To właśnie ono wykształciło znany dziś system rezerwy spadkowej, który uwzględniał interesy tzw. dziedziców koniecznych. Spadek dzielony był z mocy ustawy na część rozporządzalną i rezerwę. Powodowało to włączenie w krąg dziedziców również osób, których zmarły nie powołał. Osoby te dziedziczyły określoną, co najmniej minimalną część spadku. System ten jednak prowadził do rozdrabniania majątków, co stanowiło jago największą wadę w tamtym czasie.

## System rezerwy spadkowej na ziemiach polskich
Wraz z upadkiem polskiej państwowości, na ziemiach polskich zaczęły obowiązywać regulacje państw zaborczych. Jednak w roku 1807 na mocy traktatu z Tylży,  utworzono z części ziem zaboru pruskiego Księstwo Warszawskie, które pozostawało w zależności od Francji. Księstwu została nadana konstytucja, która w artykule 69 stanowiła: „Kodeks Napoleona będzie prawem cywilnym Księstwa Warszawskiego.” Oznaczało to, że na ziemiach Księstwa w odniesieniu do prawa spadkowego obowiązywały zasady tego kodeksu. De facto było to przyjęcie systemu rezerwy spadkowej.
Taki system obowiązywał również w Królestwie Polskim powstałym na mocy porozumień między Imperium Rosyjskim a Królestwem Prus i Cesarstwem Austrii podczas Kongresu wiedeńskiego. Królestwo obejmowało swoim zasięgiem większość ziem rozwiązanego Księstwa Warszawskiego. 
Po odzyskaniu przez Polskę niepodległości w roku 1918, aż do rozpoczęcia II wojny światowej, nie udało się ujednolicić rozwiązań prawnych w zakresie prawa spadkowego. Oznaczało to, że w różnych częściach Polski obowiązywały różne regulacje. System rezerwy wciąż zatem obowiązywał na ziemiach byłego Królestwa Polskiego.
Dopiero od roku 1946, gdy wydany został dekret Prawo spadkowe, na obszarze całego kraju (już w nowych granicach) zaczął obowiązywać system zachowku. Wraz z wydaniem dekretu nastąpił definitywny koniec istnienia w Polsce systemu rezerwy spadkowej. Było to rozwiązanie szeroko krytykowane w środowisku prawniczym.
Podczas prac nad Kodeksem cywilnym, który ostatecznie uchwalono 23 kwietnia 1964 roku, silnie postulowano przyjęcie systemu rezerwy, jednak ostatecznie przeważyła koncepcja zachowku. Argumentem, który okazał się kluczowy, było utrudnienie podziału gospodarstw rolnych w drodze dziedziczenia spadku. Istnienie wielu gospodarstw kwalifikowanych jako karłowate było niekorzystne z ekonomicznego punktu widzenia. Ograniczono więc możliwość dziedziczenia gospodarstw rolnych, a przyjęcie instytucji zachowku czyniło system bardziej spójnym. Osoba uprawniona mogła jedynie domagać się zapłaty sumy pieniężnej, natomiast samo gospodarstwo rolne stawało się wyłączną własnością jednego dziedzica, który dodatkowo musiał spełniać wymagane przesłanki ustawowe.

## Rezerwa spadkowa w innych systemach prawnych

### Hiszpania
Rezerwa spadkowa – zgodnie z definicją – polega na podziale spadku na co najmniej dwie części. Nie ma więc przeszkód, aby części tych było więcej. I tak w prawie hiszpańskim spadek podlega podziałowi na trzy części. Pierwsza, legitima stricta, jest dziedziczona tak, jakby nastąpiło dziedziczenie ustawowe. Druga – mejora – ma ustalony krąg uprawnionych do dziedziczenia podmiotów (spadkobiercy ustawowi), ale to sam testator decyduje o ułamkowym podziale tej części. Trzecia natomiast może być swobodnie rozporządzana – bez ograniczeń.

### Francja
Z kolei we francuskim porządku prawnym, instytucja rezerwy spadkowej zdefiniowana została w artykule 912 kodeksu cywilnego. Artykuł ten brzmi następująco (stan prawny na 16.01.2019 r.): „Zastrzeżoną częścią jest ta część dziedzicznych aktywów i praw, których otrzymanie prawo przyznaje określonym dziedzicom zwanym dziedzicami koniecznymi, jeśli są oni powołani do spadkobrania i jeśli się na to zgadzają. Częścią rozporządzalną jest tą częścią aktywów i praw spadku, która nie jest zastrzeżona przez ustawodawcę i którą spadkodawca może swobodnie rozporządzać i darować”. Jak wynika z treści przytoczonego artykułu, spadek podzielony jest na dwie części, z których jedna przypada dziedzicom koniecznym. Oznacza to, że stają się oni sukcesorami spadkodawcy, nawet wbrew jego woli, co stanowi istotę rezerwy spadkowej.